# Ante Starčević
Ante Starčević (Veliki Žitnik kod Gospića, 23. svibnja 1823. – Zagreb, 28. veljače 1896.) bio je hrvatski političar, publicist, filozof i književnik. Osim politikom, bavio se poviješću, filologijom, književnom kritikom, filozofijom, pisanjem pjesama, dramom, političkom satirom (Pisma Magjarolacah) i prevoditeljstvom. Još za života nazvan je – kao politički vođa i glavni ideolog hrvatskog nacionalizma – Ocem Domovine.

## Životopis

### Rani život i školovanje
Ante Starčević rođen je 1823. godine u mjestu Veliki Žitnik ↓1 kod Gospića. Otac mu je bio Jakov Starčević a majka Milica, udova Čorak, iz Široke Kule, pravoslavka koja je primila katoličku vjeru prije udaje za prvoga muža. Pučku školu pohađao je u Klancu. Od trinaeste ga godine školuje stric Šime Starčević i daje mu prve poduke iz hrvatskog i latinskog jezika. Šime Starčević bio je župnik u Gospiću i već tada poznati pisac i jezikoslovac, branitelj hrvatskoga jezika i protivnik Vuka Karadžića. Godine 1839. Starčević odlazi u Zagreb gdje se školuje šest godina izdržavajući se od stričeve potpore i podučavanjem. U jesen 1843. godine u Zagrebu završava Klasičnu gimnaziju te odlazi u sjemenište u Senj, a potom u Peštu na studij teologije. Pohađajući gimnaziju dodatno usavršava latinski, njemački, mađarski, grčki i talijanski jezik. Nakon položenih ispita iz filozofije i slobodnih znanosti, 1846. godine biva u Pešti promoviran u doktora filozofije. Tada odustaje od svećeništva i odlučuje posvetiti se borbi za slobodnu i suverenu Hrvatsku.

### Politička djelatnost
Nakon neuspjelog pokušaja dobivanja mjesta profesora filozofije i povijesti na zagrebačkoj akademiji i beogradskom sveučilištu radi u odvjetničkom uredu Lavoslava Šrama sve do 1861. godine. Naime, te je godine izabran za velikog bilježnika Riječke županije. Iste godine izabran je u Hrvatski sabor kao zastupnik kotara Hreljin-Grobnik, ali je 1862. godine suspendiran i kao protivnik režima osuđen na mjesec dana zatvora. Za zastupnika u Hrvatskom saboru bit će biran i 1865. godine i to kao zastupnik iz zagrebačkog petog kotara, pa 1871., i 1878. godine kao zastupnik iz Rijeke. U Hrvatskom saboru bio je najgorljiviji zagovornik hrvatske neovisnosti odlučno se protiveći bilo kakvim upravnim i državnim vezama Hrvatske s Austrijom i Mađarskom, gradeći tako temelje za osnivanje Stranke prava, koju je 1861. godine osnovao s Eugenom Kvaternikom. Od prvih svojih zapisa iz 1861. godine pa do zadnjeg svog govora Ante Starčević punih je 30 godina neumorno dokazivao kako je glavna i najprječa stvar osloboditi se austrijskog sužanjstva i da za hrvatski narod nema života ni sretnije budućnosti "dok bude pod Austriom-Madjarijom". Dosljedno je zauzimao krajnje neprijateljski stav prema "umišljotini koja se zove Austrija; u kojoj su se vlade i vladari... urotili protiv narodima". Najvećim neprijateljima hrvatskoga naroda Starčević je smatrao Habsburšku dinastiju.
Svojim govorom u Saboru od 26. lipnja 1861. godine dr. Ante Starčević prvi započinje snažnu i odlučnu rehabilitaciju Petra Zrinskoga i Krste Frankopana, te daje poticaj kultu njihove uspomene u narodu.
Godine 1863. Starčević je utamničen, a nakon izlaska iz zatvora ponovno se zapošljava u Šramovom uredu, gdje radi do listopada 1871. godine. Godine 1869. objavio je afirmativni članak o Osmanskom Carstvu i islamu. Nakon Kvaternikovog ustanka u Rakovici opet je utamničen, a Stranka prava je raspuštena. Godine 1878. ponovno je izabran za zastupnika u hrvatskome Saboru, čijim je zastupnikom bio sve do svoje smrti 1896. godine. Starčevića su godinama klerikalci napadali kao "buntovnika, neznabožca, anitkersta, koji ruši sve naredbe Boga, ljudi i crkve". To dolazi otuda što u drugoj polovici 19. stoljeća nitko nije tako oštro i argumentirano ustrajavao protiv negativne uloge klera u nacionalnom i političkom životu Hrvatske kao što je to činio Ante Starčević. Tri su glavna uzroka Starčevićevu anitklerikalizmu: njegovo mišljenje da Crkva kulturno unazađuje hrvatski narod; da služi tuđinskim ugnjetačima Hrvatske i što vjerska podjela između katolika i pravoslavaca pogoduje širenju nacionalog razdora. Prema Starčeviću sjeme razdora baciše "Isusovci i Austrija" (Djela III, str. 214.). "A u puku zapadne crkve, gde potiče štogod dobra i poštena, to prečesto dolazi samo otuda, što on ne sluša i ne sledi popa." (Djela III, str. 216.) Vjerojatno izvore Starčevićevog antiklerikalizma treba tražiti u njegovoj strastvenoj idejnoj privrženosti političkim idejama francuskih nacionalističkih pisaca liberalne provenijencije.
U Habsburškoj monarhiji vidio je neprijatelja hrvatskoga naroda. Bio je protivnik klera kome je pripisivao krivicu za zaostalost masa i službu tuđincima. Vjerovao je u sposobnost hrvatskoga naroda u upravljanju samim sobom i da suverenitet proizlazi iz nacije, naroda, a ne iz vladarske veličine postavljene tobože milošću i voljom Božjom. "Bog i Hrvati" bio je sukus Starčevićeve političke ideje. Pod utjecajem ideja francuske revolucije borio se protiv ostataka feudalizma i zalagao se za demokratizaciju političkog života. U politici se oslanjao na građanske slojeve, imućnije seljaštvo i inteligenciju. U drugoj polovici 19. stoljeća Starčević je bio najuporniji i najdosljedniji pobornik demokratskih narodnih prava i političkih sloboda. Vjerujući u narodno jedinstvo Južnih Slavena neko vrijeme smatrao je kako se to jedinstvo treba manifestirati i u jedinstvenom, hrvatskom imenu, otklanjajući svako drugo ime, a "naročito Serb kao nenarodno i pogrdno". Dok je Slovence smatrao "planinskim Hrvatima". Međutim, kada su se pokazali negativni rezultati tog nastojanja da svi narodi prihvate hrvatsko ime Ante Starčević napušta to stajalište. Tako je u listu Sloboda od 23. ožujka 1883. godine izrazio svoje shvaćanje da nije važno ime, nego zajednička borba za stvaranje slobodne i samostalne države: "Glavna je stvar, da svi rade za narod i za domovinu, a neka se zovu kako im drago... Naše cepanje, naša nesloga stoji samo zato što ih izvana uzdržavaju i ojačuju... mi ne verujemo, da je gladnu i na studeni na pr. Srbu drugačije, nego na pr. Hrvatu... Zato makar se svi proglasili za Hotentote ili nas se svaki zvao posebnim imenom, samo da budemo svi slobodni i srećni!...".

### Ideologija
U početku Starčević se zalagao i podržavao Ilirski pokret, kasnije preuzima poglede iz francuskog razdoblja vezana uz nacionalizam i liberalizam, u pogledu na slobode i prava naroda i nacija, vjerski pluralizam i parlamentarni monarhizam.
U pogledu na državno pravo i idealni državni ustroj, smatrao je da Hrvatska treba biti suverena, liberalna i nacionalna parlamentarna monarhija naspram republike. U kojoj suverenost Vladara dolazi iz naroda, umjesto Crkve i aristokracije.

### Književno i znanstveno stvaralaštvo
Već 1845. godine javlja se kao pisac u Gajevoj Danici s pjesmama San i istina, Vjerni podložnici premilostivom kralju Ferdinandu V., Dva sunca i Tužba te proznim sastavom Nešto o pirnih običajih u Lici. S tim proznim sastavom Starčević odmah zauzima jedno od prvih mjesta među prozaistima hrvatskoga preporoda uz Pogled u Bosnu Matije Mažuranića i Putositnice, Antuna Nemčića. Ante Starčević napisao je četiri drame od kojih je sačuvana samo druga, Selski prorok iz 1852. godine. Prva njegova drama Porin iz 1851. godine, treća Ljubomir iz 1853. godine te četvrta, pretpostavlja se iz 1854. godine, za koju se ne zna naslov, izgubljene su.
Kao nepopustljivi protivnik jezične kampanje Vuka Karadžića i njegovih stanovišta iz Kovčežića za istoriju, jezik i običaje Srba sva tri zakona iz 1849. godine (1. "Ako neće Hrvati da su Srbi, oni nemaju nikakvog narodnog imena". 2. "štokavci makar koje vjere bili i gdje stanovali mogu se po pravdi nazvati Srbima" i 3. "Srbi svi i svuda".) Starčević uzvraća braneći hrvatstvo hrvatskoga jezika te onda udara i po samom Srpstvu.
Tijekom zime 1849./1850. Starčević je proučavao stare hrvatske književne spomenike a Ljudevit Gaj povjerava mu zadaću pripremanja za tisak te prokomentiranja opširnog glagoljskog rukopisa, javne rasprave o razgraničenju posjeda pojedinih istarskih općinȃ odnosno njihovih feudalnih gospodara te on 1852. godine tiska Razvod istrianski od godine 1325. u Arkivu za povjestnicu jugoslavensku, povijesnom časopisu Ivana Kukuljevića Sakcinskog.
»Spomenik ovaj nije samo zato znamenit, što se iz njega jasno vidi, da je kod otaca naših, jezik hervatski bio sasvim služben nego i diplomatički - još onda kad mnogi zapadni narodi nisu mislili da bi svoj na to veličanstveno mesto uznjeli, dokažuju koliki je bio kod otaca naših hervatski narodni ponos, kome kod nas ni traga neima; i tako on je najznamenitii stega, što nas spominje na mnoga, još puno staria, diplomatička pisma, sastavljena na hervatskom jeziku, kako se iz ovoga vidi puno čistiim, nego li su pisma mnogih današnjih pisacah. Ja deržim da ta pisma još nisu propala, nego nigdi u vlastelinskim pismarnicam zabačena, ali kod prostoga naroda dobro spravljena leže, i mogu se dobiti, samo ako je volje i ljubavi.«
Iste godine odgovara Srpskom dnevniku i Beogradskim novinama u kojima se tvrdilo da su Hrvati ukrali jezik Srbima štoviše da Hrvatȃ zapravo niti nema.
»Mi žali bože znamo da se neznanstvo više manje derži sve diece Adamove, ali nismo ni sanjali, da ima tako pametnih glavah, koje bi mislile da Hèrvati pišu ali da namieravaju pisati kojime drugim jezikom izvan materinskoga hèrvatskoga jezika. (...) I zbilja, koje li je taj jezik serbski? Je li možda onaj, koi se nalazi u nekolika stara kirilska rukopisa? Neka bude čiji mu drago, hèrvatski nije. Je li onaj, kojima je tiskana - ako se ne varamo - pèrva kirilska necèrkvena knjiga oko polovice prošloga 18. vieka - tj. kojime je pisan prevod stematografie ilirske od našega Vitezovića? - I onaj od naše hèrvatske strane neka nosi s božjim blagoslovom kogod hoće. Je li to onaj jezik, kojime je pisao n.p. Raić i još nekolika kirilovca; kojime je u kirilici izašao naš Gundulić? Mi ni taj jezik ne priznajemo za jezik hèrvatski, neka si ga posvoji, kome se hoće. (...) Narod hèrvatski ima starie spomenike u svome jeziku nego li ijedan njegov slavjanski brat; hèrvatski jezik proslaviše stotine pisacah u ono doba, kad zapadni narodi, danas najizobraženiji, jedva da su znali otče naš u svome jeziku izbrojiti, narod hèrvatski ima u svome jeziku klasičnost od onog vremena, kad su drugdie izlazili n.p. "triumbfwagen-i des Antimonii", i slične stvari; klasičnost, koja se s talianskom svoga vremena natieče, a za druge takmace u Europi ne zna; klasičnost, koja je trajala do padnutja republike dubrovačke i mletačke. (...) Neka se ne boji pisac članka u "srbskome dnevniku" da Hèrvati traže jezik, u kome bi pisali; oni su ga već odavno našli u stotinam knjigah i milionim dušah. Hèrvati imaju tri nariečja: štokavsko, kajkavsko i čakavsko, i svako je izobraženie nego li ono, koga neki "srbskim" zovu. Hèrvatu, koi se je tuđinstvom pokvario, treba se naučiti svoj jezik, a ima odkuda. Mi o tome danas i radimo i ne želimo ni jedno od ona tri nariečja posve zabaciti.«

### Smrt
Ante Starčević umro je 28. veljače 1896. godine u Zagrebu, u 73. godini života. Pokopan je na groblju, uz crkvu sv. Mirka, u Šestinama. ↓2. Pokopan je dva dana nakon smrti i bio je to sprovod s oko trideset tisuća ljudi i oko dvadeset tisuća promatrača. Spomenik Anti Starčeviću izradio je kipar Ivan Rendić, a postavljen je 11. listopada 1903. godine.

## Starčević i ekavica
Jedna od zanimljivosti vezanih uz djela Ante Starčevića jest kako je on svoje knjige pisao na ekavici. Iako je bio Ličanin i izvorno ikavac, Starčević je bio za ekavicu, budući se Vuk Karadžić zalagao za jekavicu kao zajednički standard Hrvata i Srba (koji u BiH i Hrvatskoj govore jekavski, a među Srbe je, uostalom, ubrajao i Crnogorce, koji su naglašeni "ijekavci") što su preko tzv. "hrvatskih vukovaca" prihvatili samo Hrvati. Starčević se htio tomu usprotiviti i uvesti u hrvatski jezik ekavicu (što je govor Hrvata kajkavaca i dijela čakavaca) kako bi se hrvatski jezik razlikovao od srpskoga, za koji se u danom trenutku činilo da će u potpunosti preuzeti jekavicu.

## Starčević i Židovi
Ante Starčević je u jednoj epizodi pišući povodom stoljeća od francuske revolucije, iznio ocjene i stavove o Židovima. Takvi su stavovi po ostatku Europe već desetljećima prije bili znatnije i dublje rašireni kao jedna mračna moda, od koje nisu bili zaštićeni ni sami Židovi, na što je upozoravao i otac cionizma Theodor Herzl Svoje pogrješne stavove Starčević je poslije opovrgnuo i riječima i djelom. Za nasljednika u stranci izabrao je osječkog Židova koji je i postao čelnikom njegove Stranke prava. Stranci prava pridružili su se brojni hrvatski Židovi (građanskog i poduzetničkog staleža) koji su je podupirali materijalno i kroz članstvo. Zbog toga i zbog filosemitskih stavova, Stranku prava napadale su režimske unionističke i narodne stranke. Židovska potpora osobito se pojačala zbog straha od opasnosti s Istoka, pa je Stranka prava zagovarala preuređenje Austro-Ugarske u trijalističku, austro-hrvatsko-ugarsku monarhiju.

Analizom pisanja u glasilu Stranke prava Sloboda, ustanovljeno je da Starčević o Židovima nije pisao izravno, nego se tim narodom bavio unutar svojih analiza međunarodnih zbivanja, prije svega kad je razmatrao jačanje antisemitskih pokreta u raznim zemljama (Njemačka, Rusija, Ugarska, Austrija). Židove u Ugarskoj opisivao je kao "marljiv i štedljiv narod" čiji su mnogi članovi stekli bogatstvo i utjecaj svojom sposobnošću, nasuprot rastrošnoj mađarskoj aristokraciji. Izvori su jasno pokazali da je Starčević bio protiv antisemitizma kao pojave, bez obzira na to je li uzrok tome bila vjerska ili rasna netrpeljivost ili da su uzroci socijalni. Rijetke pojave antisemitizma u Hrvatskoj (koje su se pojavile u antimađarskom pokretu 1883.) Starčević je smatrao proizvodom mađarskih emisara odnosno mađarske politike vezane za zaduženost države. Optužbu u tisaeslarskom procesu smatrao je besmislenom, mađarske vlasti optužio za korumpiranost, podilaženje vlasti metafizičkoj histeriji i zanemarivanje prava, te je Mađare okrivio da su iskoristili taj slučaj da opljačkaju Židove koji su morali pribjeći mitu za si osigurati makar minimum egzistencijalne sigurnosti, ne zaboravivši spomenuti odugovlačenje s otvaranjem tog sramotnog procesa koji je odugovlačenjem samo produžavao antižidovsku histeriju, zatim je Starčević prikazao zlodjela izgrednika protiv Židova, osudivši izgrednike zbog pljačke i nasilja u istražnome postupku. U svezi s tim slučajem, odbacio je svaku mogućnost da bi Židovi trebali krv kršćana radi vjerskih obreda. Jasno je razlučio moralni starozavjetni zakon koji ne prihvaća poganska čarobnjaštva za koja je rekao da se javljaju kod pojedinaca kod svih naroda. Oštro je kritizirao antisemitizam u Njemačkoj, za koju je smatrao da je država nastala na pljački najprije Francuske, a potom Katoličke Crkve i Židova. Naglasio je da vjerski dio, posebice tumačenje Sv. pisma, nikako nije isprika za progon Židova u Njemačkoj, a Starčević osobito osporava da se na taj argument pozivaju protestanti, "koji su širom otvorili vrata zloporabama Pisma omogućavajući svakom da bude njegov tumač". Po njemu je židovsko pitanje nametnuto u Njemačkoj jer se želi bogatstvo Židova, a da su Židovi siromašni, ne bi bilo nikakvog pitanja. Mađarima je predbacivao žestoki antisemitizam. Žestoko je osudio i masovne napade na život i imutak Židova u Rusiji, nazvavši taj mrziteljski pokret "kugom". Starčević je razlikovao antisemitizam u Rusiji i Njemačkoj: pisao je da se u Njemačkoj išlo za pljačkom, kao i u Ugarskoj, dok je u Rusiji židovska imovina nije pljačkana, nego uništavana radi protjeravanja Židova. Budući da je tad bio u rusofilskoj fazi (u to je vrijeme na Rusiju gledao kao na potencijalnog osloboditelja porobljenih naroda, uključujući i Hrvata), smatrao je "moralna kuga ruska" manje zlo od antisemitskih izgreda u Njemačkoj i Mađarskoj. No, i dalje je bio veliki kritičar antisemitskih izgreda i pogroma u Rusiji. Prve antižidovske ispade u Rusiji smatrao je prolaznom pojavom vjerskih motiva, No nakon proglasa Aleksandra III. primijetio je grozne pomake na gore: zemljopisna raširenost nereda bivala je sve veća, zbog čega je proročanski uočio da budućnost ne će donijeti ništa dobra; "neredi će se izroditi u revolucionarni kaos, koji će koristiti samo onima koji žele opći prevrat". Nije se slagao sa stavom slavenofila koji su smatrali da je utjecaj Židova i Nijemaca u Rusiji glavni izvor svega zla i osiromašenja pa su kao jedini spas vidjeli još veću carsku autokratsku vlast. Takav je stav smatrao površnim i promašenim, tvrdeći da su društveni problemi u carskoj Rusiji znatno dublji i da ih samo temeljite demokratske, ustavne promjene mogu riješiti. Za ugarski "Nacrt zakona koji se tiče braka između Židova i kršćana i u inozemstvu sklopljenih civilnih brakova" iz 1883. godine, rekao je da je nepravedan prema Židovima, jer je taj zakon predviđao da djeca iz mješovitog braka budu samo kršćani. Odnos Stranke prava i Ante Starčevića prema Židovima i Židova opisao je češki novinar Gustav Eim u članku Zagrebački dojmovi za češki list Narodni Listy 1884. godine. Eim je opširno analizirao hrvatske prilike, zaključio da je Stranka prava s "najviše i utjecaja i snage za budućnost kao stranka", a kao važne argumente za to iznio je dobre hrvatsko-židovske odnose, odnosno činjenicu da Židovi sve više podupiru Stranku prava.

## Starčevićeve pouke
- Tko i sam sebe smatra za sužnja, taj se ne mari čuditi ako ga i drugi takovim scene. Tko nije svoj, taj je svačiji, jer od njega ne stoji, čiji će biti. Tko se i hotice za sužnja izdaje, taj nema pravo tužiti se, što ide od ruke do ruke - što menja gospodare.[30]
- Narod koji uvek traži zaštitnika nije vredan slobode.[31]
- Mi smatramo najsvetiom dužnošću obćinstvo po mogućnosti ubavješćivati verno o javnih stvarih, bez obzira da li nami ovo ili ono godi. Tko pozna samo jednu stranu stvari i kod toga ostaje ne mareć za druge strane, taj je iznenađivan i varan; a tko nastoji poznati što je moguće više različnih, možda protivnih stranah, taj gleda da se za svaki slučaj pripravi.[31]
- Isti ljudi sačinjavaju i uzderžavaju obćinu, županiju i državu. Tu ne ima tuđih, protivnih, neprijateljskih živaljah: tu postupa sav narod nekojim načinom kao pojedinac, koji ima trostruko gospodarstvo; jer su sva tri njegova, on za njih svako mari, pa čime bolje napreduje njih svako, time je bolje njemu i njima. Kada deržava dobro stoji, ona može pomagati županijam i obćinam; kada je županiji dobro, ona ne napastuje deržavu i pomaže obćinam; kada je obćina srećna, ona ne trebuje ništa od onih dviju, nego im lahko i veselo pomaže. U tom svakom slučaju isti ljudi davaju samo sebi samim: jednom rukom, iz jednog svojega žepa vade, a drugom rukom u drugi svoj žep primaju. Gde je tako, tu ne može biti nečiste sebičnosti ni hinjenja.[32]
- Mi sudimo da sreća i nesreća svakoga naroda na iztoku Europe, stoje bezuvetno od sreće i nesreće susjednih mu narodah. U stvarih slobode mi verujemo u zajedničtvo narodah tako, da njih nijedan ne može biti sigurno slobodan, ako nije slobodan i sused njegov.[32]
- Osveta je slaboća, koja se derži jedinacah, ne narodah slobodnih, ne deržavah jakih, ne vladah pravih. Za osvetu vojevati može samo despot ili luđak.[32]
- Dakle nami je svejedno, bio u vladi tko mu drago: niti ćemo ga, kao čoveka, branit ni rušiti, nego ćemo i njegova, i ljudi izvan vlade ili službe, javna dela, tičuća se svega naroda, po mogućnosti i pravici razsuđivati.[32]
- Ne daj nam Bože, pasti u ludost, u kojoj bismo rekli, da je narod pristao uz naš program, uz našu politiku. To ne, mi smo naš program, mi smo našu politiku izcrpili i složili iz prava, iz ćudi, iz duha, iz koristi, iz potrebe naroda hervatskoga, ter nije čudo, što je sav narod za svoje.[32]
- Austrija je vazda jedna te ista, ona niti se mijenjala, niti se mijenja. Ja vam kažem u ime povjesnice, da se despocije ne popravljaju, nego propadaju.
- Mi marimo za sreću i nesreću Austrije samo na koliko ona služi Hrvatskoj. Stoga bismo volili da stoji Austrija uz sretnu Hrvatsku, nego da Austrija propadne, bez da se Hrvatska pomogne.
- Neka nam se Austria ruga, ma neka pazi, da se kocka neokrene, neka pazi, da na nju ruglo nepadne. Narod hervatski sačuvao si je u svih nevoljah, koje nepravedno terpi od Austrie, još jedno neprocenjivo dobro, a to je: vera u Boga i u svoje desnice. Narod hervatski veruje, bez da mu itko kaže, da je providnost njemu, koji je tristagodišnje sužanjstvo Austrie preživio, njemu, koji se je u duhu keršćanskom za druge vazda žertvovao, lepu budućnost odredila; narod hervatski veruje, da tu budućnost, to poslanstvo, nebude odkaživati Austria, nego Bog i Hervati![33]
- U Bosni živi strana našega najčišćega, najnepokvarenijega naroda, koji lakše može biti bez nas, negoli mi bez njega. Za nas je njegov život znamenitiji negoli pariških proletera i njemačkih mudraca, njegovo je naravno stanje za nas korisnije i potrebitije negoli zapadna civilizacija koja smućuje pamet, truje srce i ubija nam život.[34]
- Na nami je prokletstvo, da smo se pustili zaneti na sanjarije: dali smo se na slavstvo po kojim njie ni lonac razbijen ni sazidan, a kamoli da je šta većega učinjeno. /.../ govoriti ili raditi o Slavjanstvu, na temelju dosadanjem, u ime povesti, kervi, jezika, nije drugo nego sanjarija na javi ludovanje. Na tomu temelju radeć, doista se napredak uzbija. Jer na čvrstu temelju može se sagraditi slaba zgrada, a na slabu nemože se nego slaba načiniti. Vreme i trud što se troše u takovu poslu, izgubljena su; na pravom temelju gradeć, ona nebi ostala bez svakog uspeha.[35]
- Najstrašnie su vam reči, da ćete mene "slediti". Toga ne bude. Ako trebate gončina, tražite si ga drugde. Ja niti koga vodim, niti gonim. To je glavna nesreća Hervatah, da se derže ljudih, a ne načelah, a ne programa. S toga je ovaj narod tako često izdan i prevaren, i vazda mu stvari drugačie izpadaju, nego li je on očekivao. Tko sam za se ne mari, čemu da se nada od drugih? Koga nose tuđe noge, neka se ne čudi, ako padne. Gončin će vas tim većma prezirati, čime mu se većma podate. Nas će jedan za drugim u zemlju, a program, kako i narod, ima živeti. Ja ne deržim ni izdaleka do mojih nazorah koliko vi, nego razmišljavam kako mogu, pa kažem izkreno kako mogu. Tako treba da svi radimo. Kad se mnenja pokrešu i izbistre: deržimo se onoga, koje ih je najbolje i najpogodnije po sav narod. Tako ću biti ja s vami kako i vi sa mnom: svi ćemo biti jedinac za dobro domovine.[36]
- Za stalno svaki sin domovine dužan je služiti svojemu narodu primiti svako mesto, koje odgovara njegovoj sposobnosti, i na kojemu može domovini kakovo dobro izkazati. U tom ga ne smi prečiti njegovo makar temeljito osvedočenje, da obstojeći sustav ne valja, ili da se ne slaže s njegovimi načeli.[36]
- Mi Hrvati imamo dvije narodne mane iz kojih izvire sva naša nesreća: mi svakome vjerujemo bez da promišljamo i lako zaboravljamo krivice koje nam drugi učine.[37]
- Nikakva vlada ne može puku odoleti; puk je uvek za dobru stvar, samo što je često ne pozna, a kada ju kroz vlastito razpravljanje i izkustvo upozna, ona ga obuzme svega, i tada mora svaka vlada ili popustiti ili propasti.[38]
- U povesti, bez dvojbe, nema sanjariah, nego ima ljudih koji narodom podmeću sanjarie za povest. To je najpogibelnii nauk, narod koj ga se derži, mora zaglaviti. Prava domaća povest daje narodu najčverstju polugu za velike čine.[39]

## Pojamslavoserbi
Prijeporna kovanica slavoserbi spoj je dvije latinske riječi sclavus i servus koje, i jedna i druga, znače: sužanj, rob. Slavoserb je, prema tome, dvostruki rob, on nije samo tjelesno neslobodan, nego i duševno. Ovu kovanicu rabio je u 17. stoljeću srpski despot Branković u svojim molbama Bečkome dvoru. Starčević na njih ne gleda kao na pripadnike nekoga drugoga naroda ili rase nego kao na anacionalni, destruktivni i amoralni sloj društva koji je opasan po svaku društvenu zajednicu. Osim naziva slavoserbi Starčević se služio, kad je htio pobliže označiti kakvo je političko držanje tih ljudi, još i nazivima madžarolci (Madžari i Tirolci) i našinci. Madžarolci su poradi toga jer politički sjede uvijek na dva stolca: čas su za orijentaciju prema Pešti, prema Madžarima, a čas su opet protiv te orijentacije za onu prema Beču, prema Tirolcima, a našinci su oni koji se, bez obzira, na sve strane služe neutralnim izrazima: naš jezik, naš narod, trojedna kraljevina Hrvatska, Dalmacija i Slavonija umjesto hrvatski jezik, hrvatski narod te jednostavno: kraljevina Hrvatska. Među slavoserbe ubraja Starčević i najveći dio tadašnje hrvatske inteligencije koji se udaljio od naroda i za volju lagodnoga života "prilijepio" uz svoje službe ne vodeći računa o dužnostima prema narodu a to nije ni čudo jer "kod nas je odgojenje takvo, da se njime odbijamo od posla, da svaku radnju smatramo sramotnom, da dobijemo želju za gospodstvom, volju za ugodno življenje. I, jer gospodstvo davaju tuđe ruke, nemaš načina za dočepati se ičesa, osim hvatajući se tuđinca, i to onoga, koji ti daje, ili će ti dati". Po Starčeviću Slavosrba ima, ne samo u Hrvatskoj nego, i u Francuskoj i u Rusiji a i u svim drugim narodima. U Francuskoj su to protivnici Napoleonida, u Rusiji "apoštoli nijemštine" i slavjanofili a "kad čuješ da ovaj ili onaj u Rusiji radi o slavjanstvu, o sveslavjanstvu, znaj, to ti je ruski slavosrb, i da je brat onima, koji kod nas rade o Jugoslaviji, o Srbiji, o slavjanstvu". U svome djelu Jubilei, na str. 16., Starčević govori i o "bogoslovju slavoserbskih katoličkih bogoslovacah".
U Pismima Magjarolacah Starčević piše o Slavoserbima:
- «Napokon, o Slavoserbima koje mislite predobiti. Oni su sužanjska pasmina, skot gnjusnii od ikojega drugoga. Uzmimo u čoveku tri stupnja saveršenstva: stupanj životinje, stupanj razbora, i stupanj uma, duševnosti. Slavoserbi nisu podpuno dostignuli ni najniži stupanj, a iz njega ne mogu se dignuti. Oni nemaju svest; oni ne znadu kao ljudi čitat; njih se nikakav nauk ne prima; oni ne mogu biti ni bolji ni gorji nego li su; oni su, izuzev okretnost i prepredenost koje daje vežbanje, svi u svemu posve jednaki; oni o sebi, biti siti, bili gladni, ne mogu mučat ni lajat, mirovat ni skakat, nego se u svemu vladaju kako im njihovi pastiri određuju.»
- «izmet Hervatah»

U Nekolikim uspomenama: 
- «Slavoserbi su smetje naroda, vrsta ljudi koji se prodavaju svakomu tko i po što ih hoće, i svakomu kupcu davaju Hervatsku u nametak; versta ljudih, koje će svatko, ako se ne da više, kupiti i za zdelu krumpirah; ljudi koje imati svatko bi se stidio osim Austrie i drugih herđavih vladah; ljudih koji najverstnii možda bi dobil od prave vlade čiste lule; ljudih koji su po svojoj sužanjskoj naravi proti svemu što je dobro, slavno, veličanstveno; koji su kao zakleti narod hervatski zbrisati s lica zemlje, te o tomu i rade. To su Slavoserbi.»[50]

## Djela
- Govor što ga je u sednici sabora hervatskoga, na 26. lipnja 1861. o donošenju Hrvatske naprama Ungarii izustio dr. Antun Starčević poklisar kot. Grobničko-Hreljinskoga, Zagreb, [1861?].
- Bi li k slavstvu ili ka hrvatstvu. Dva razgovora, Zagreb, 1867.
- Ime Serb, Zagreb, 1868.
- Nekolike uspomene, Zagreb, 1870.
- Pasmina Slavoserbska po Hrvatskoj, Zagreb, 1876.
- Na čemu smo / od A. Starčevića, Zagreb, 1878.
- Govor o adresi većine i nacert adrese posebne / od A. Starčevića, Zagreb, 1878.
- Pisma Magjarolacah, Sušak, 1879.
- Ruski odnošaji. Preštampano iz "Slobode", Sušak, 1879.
- Nagodbe, Sušak, 1880.
- Jubilei. Preštampano iz "Hrvatske", Zagreb, 1888.
- Ustavi Francezke, Zagreb, 1889.
- Bi-li k slavstvu ili ka hrvatstvu?: djela dra. Ante Starčevića, Ponovno izd. Zagreb, [1890?].
- Najnovija davorija, Zagreb,1893.
- Djela dra. Ante Starčevića, Knjiga I–III, knj. 1 Govori 1893.; knj. 2 Predstavke, 1894.; knj. 3 Znanstveno-političke razprave, 1896., Odbor Kluba Stranke prava, Zagreb, 1893. – 1894.

### Posmrtno
- Iztočno pitanje, Zagreb, 1899. (2. izd. Sarajevo, 1936.)
- Naputak za pristaše Stranke prava, Zagreb, 1900. (2. izd. Zagreb, 1907.)
- Stožeri hrvatske politika, Zagreb, 1923.
- Selski prorok. Predstava u tri čina iz hervatskog života, prigodom 100-godišnjice rođenja Ante Starčevića priopćio i uvodom popratio Ljubomir Maštrović, Zagreb, 1923.
- Izabrani spisi, HIBZ, Zagreb, 1943. (prir. dr. Blaž Jurišić)
- Politički spisi, Znanje, Zagreb, 1971. (izbor i predgovor Tomislav Ladan)
- Misli i pogledi. Pojedinac - Hrvatska - svijet., Matica hrvatska, Zagreb, 1971. (sastavio Blaž Jurišić)
- Istočno pitanje, (3. izd.), Hrvatska hercegovačka zajednica Herceg Stjepan, Zagreb, 1992. ( prir. Petar Šarac)
- Djela dr. Ante Starčevića, knj. 1 Govori, knj. 2 Predstavke, knj. 3 Znanstveno-političke rasprave, knj. 4 Jubilei, knj. 5 Ustavi Francezke, knj. 6 Pisma Magjarolacah, knj. 7 Iztočno pitanje, knj. 8 Ruski odnošaji, ur. Josip Bratulić, Inačica, Varaždin, 1995.
- Ante Starčević. Književna djela., Matica hrvatska, Zagreb, 1995. (prir. Dubravko Jelčić)[51]
- Govori u Hrvatskom saboru, Narodne novine, Zagreb, 1996.
- Govori, Laus, Split, 1996.[52]
- Izabrani politički spisi, Golden marketing-Tehnička knjiga, Zagreb, 1999.[53]
- Izbor iz djela, Riječ, Vinkovci, 1999., Biblioteka Croatica, III. kolo, knj. 61. (prir. Josip Bratulić)

## Galerija slika
- Ante Starčević.
- Starčević u starosti.
- Kip na Starčevićevom trgu (kraj Tomislavovog trga) u Zagrebu.
- Spomenik Anti Starčeviću pred crkvom sv. Mirka u Šestinama, rad Ivana Rendića.
- Kip na središnjem trgu u Osijeku.
- Kip na trgu Ante Starčevića u Osijeku.
- Naslovnica Starčevićevog djela Iztočno pitanje iz 1899.
- Novčanica od 1000 kuna (lice)

## Zanimljivosti
- Izravni je predak poznatog hrvatskog kirurga, pionira športske medicine, športskog i visokog zdravstvenog dužnosnika Ante Starčevića, predsjednika HNK Hajduka iz Splita.
- Novčanica od 1000 kuna nosi njegov portret.